# Busto di Sigilgaida Rufolo
Il busto di Sigilgaida Rufolo è una scultura in marmo attribuita a Nicola di Bartolomeo da Foggia e custodita all'interno del Museo del Duomo a Ravello.

## Storia e descrizione
Si suppone che il busto, originariamente posizionato sull'arco che permette l'accesso alla scala dell'ambone del Vangelo nel duomo, sia stato realizzato nel 1272 da Nicola di Bartolomeo da Foggia. Nel 1540 o nel 1541 il viceré Pedro Álvarez de Toledo y Zúñiga, affascinato dalla bellezza della scultura, decise di trasferirla a Napoli: farà ritorno a Ravello pochi giorni dopo a seguito delle proteste dei fedeli. Nel 1973 fu spostato dalla sua collocazione originaria per essere conservato all'interno del Museo del Duomo.
Si tratta di un busto femminile scolpito nel marmo bianco, originariamente policromo, tradizionalmente identificato come Sigilgaida, moglie di Nicola Rufolo, il committente dell'ambone: secondo altri potrebbe raffigurare la nuora Anna della Marra, la regina Giovanna oppure la Madonna o il simbolo della Chiesa trionfante. La donna è raffigurata come se fosse una basilissa con diadema sul capo che raccolgono i capelli intrecciati e lunghi orecchini, mentre il viso è dolce con un sorriso appena accennato. La veste è in lino, decorata intorno al collo e ai bottoni.